# Alexandr Vondra
Alexandr Vondra (* 17. srpna 1961 Praha) je český pravicový politik, člen Občanské demokratické strany, bývalý disident a signatář Charty 77, atlantista.
V roce 2006 působil několik měsíců ve funkci ministra zahraničních věcí a posléze až do května 2009 jako místopředseda vlády pro evropské záležitosti ve druhém Topolánkově kabinetu. Od července 2010 do prosince 2012 byl ministrem obrany Nečasovy vlády a v letech 2006 až 2012 také zasedal v horní komoře Parlamentu jako senátor za obvod č. 29 – Litoměřice. Od roku 2019 je poslancem Evropského parlamentu, od ledna 2020 také místopředsedou ODS, přičemž tuto pozici zastával již v letech 2010 až 2012.
Vondra je považován za jednoho z hlavních tvůrců zahraniční, evropské i environmentální politiky ODS i celé Fialovy vlády. Po smrti Karla Schwarzenberga je někdy označován za doyena české zahraniční politiky.

## Osobní život
V roce 1984 ukončil magisterskou diplomovou prací Geomorfologie vlhošťské části Polomených hor studium geografie na Přírodovědecké fakultě Univerzity Karlovy. Několik let pracoval jako správce asijských sbírek Náprstkova muzea, pak jako programátor. Společně s Jáchymem Topolem a Ivanem Lamperem vydával samizdatový časopis Revolver Revue.
Vondra byl 37 let ženatý s Martinou Vondrovou, se kterou má 3 děti: Vojtěcha (* 1991), Annu (* 1993) a Marii (* 1996). Z mileneckého vztahu s Veronikou Vrecionovou (tehdy pracovnicí kanceláře prezidenta republiky) má syna Jáchyma (* 1992).
Manželka Alexandra Vondry, Martina Vondrová, roz. Kafková zemřela 21. srpna 2024 ve věku 57 let.
Na velikonoční vigilii 15. dubna 2017 byl pokřtěn v římskokatolické farnosti Horní Police Stanislavem Přibylem.
Alexandr Vondra žije v Litoměřicích.

## Vstup do veřejného dění

### Charta 77
V roce 1987 podepsal Chartu 77. Od 2. ledna 1989 do 6. ledna 1990 vykonával funkci mluvčího Charty 77. Je jedním z autorů petice Několik vět. V únoru 1989 byl podmíněně odsouzen za kladení květin k pomníku sv. Václava v předvečer 20. výročí sebeupálení Jana Palacha. Do vězení v Praze-Ruzyni nastoupil 18. září 1989, protože svou disidentskou činností prý porušoval podmínku. Po dobu výkonu trestu jej ve funkci mluvčího Charty zastupoval Václav Havel. Vondra byl propuštěn po necelých dvou měsících dne 10. listopadu 1989.
Stal se spoluzakladatelem Občanského fóra.

### Po listopadu 1989
V letech 1990 až 1992 působil jako zahraničně-politický poradce prezidenta Václava Havla. V letech 1992 až 1997 působil jako první náměstek ministra zahraničních věcí. Byl vyjednavačem při jednání o česko-německé deklaraci. V letech 1997–2001 byl českým velvyslancem ve Spojených státech. V letech 2001 až 2002 byl vládním zmocněncem pro přípravu summitu NATO v Praze.
V letech 2003 až 2004 působil jako externí spolupracovník The German Marshall Fund of the U.S. a v letech 2004 až 2006 jako jednatel a konzultant firmy Dutko Worldwide. Podle svého životopisu byl v letech 2005–2006 členem Trilaterální komise, ačkoli podle oficiálního seznamu je stále členem.
Vondra podporoval boj za demokratizaci Myanmaru a myanmarskou opoziční vůdkyni Aun Schan Su Ťij.

## Ministr zahraničí a místopředseda vlády
Od září 2006 do ledna 2007 byl ministrem zahraničních věcí ČR v první Topolánkově vládě. Dne 9. ledna 2007 byl jmenován místopředsedou vlády pro evropské záležitosti. V těchto pozicích prosazoval umístění americké vojenské základny v České republice, která by měla být součástí systému protiraketové obrany. V červenci 2009 byl jedním ze signatářů dopisu administrativě amerického prezidenta Obamy, který varuje před údajnou hrozbou Ruska regionu střední a východní Evropě.
Ve volbách do Senátu PČR v roce 2006 se stal senátorem za obvod č. 29 – Litoměřice, když v obou kolech porazil sociálního demokrata Roberta Kopeckého. V horní komoře zasedal jako místopředseda ve Výboru pro záležitosti Evropské unie od srpna 2009 do svého jmenování ministrem.
V srpnu 2009 byl místo Vondry vybrán do týmu externích poradců šéfa NATO Anderse Fogha Rasmussena polský profesor a expert na bezpečnostní a obrannou politiku Adam Daniel Rotfeld. S Vondrou se údajně počítalo téměř najisto jako se zástupcem středoevropských postkomunistických zemí. Nezvolení Vondry je považováno za důsledek špatného hodnocení českého předsednictví v Radě EU.
Na kongresu ODS 20. června 2010 se stal místopředsedou strany.

## Ministr obrany
Po volbách do Poslanecké sněmovny PČR v roce 2010 byl 13. července 2010 jmenován ministrem obrany v Nečasově vládě. Po nástupu do funkce mezi svými cíli uvedl, že by chtěl udržet pro armádu stabilní rozpočet, který by rok od roku nekolísal, vytvořit koncepční vizi rozvoje armády, která by byla připravena expertní komisí a shrnuta v „Bílé knize“ a ambici zlepšit situaci v armádě, co se týče potenciálních manipulací armádních zakázek, které byly tou dobou spíše nevalné pověsti.

### Reakce na kauzu minometů
Mladá fronta DNES prvního září 2010 publikovala investigativní reportáž, v níž zdokumentovala korupci a manipulaci s plánovanou armádní zakázkou na nákup samojízdných minometů od firmy Patria (zástupce firmy Patria však uvedl, že tou dobou již spolupracovali s orgány v trestním řízení), která se retrospektivně týkala také předražených obrněných transportérů Pandur II. Od propuknutí skandálu ministr Vondra věnoval zvýšenou pozornost čištění resortu od lidí a vazeb spojených s pochybnými zakázkami a systémové úpravě zadávání soutěží na výběr armádních zakázek. Jaroslav Kopřiva (KDU-ČSL) (dlouholetý náměstek MO pro vyzbrojování), který byl hlavním zdokumentovaným proponentem publikované kauzy, byl odvolán ještě téhož dne, odvoláni byli i šéf sekce správy majetku Jiří Král a bezpečnostní ředitel David Průša. Kopřiva byl odhalen díky odposlechům reportérů Mladé fronty Dnes, Kopřiva v nich jako za potenciálně zaangažované uvádí také Martina Bartáka (ODS) a Pavla Severu (TOP 09). Alexandr Vondra při obsazování ministerstva Bartáka ani Severu na místa svých podřízených nechtěl a nevybral, přestože před skandálem mu byli oba ke spolupráci nabídnuti nebo doporučeni, důvody k nespokojenosti specifikovat nechtěl. Martin Barták i Pavel Severa striktně odmítli, že by byli aktéry kauzy.

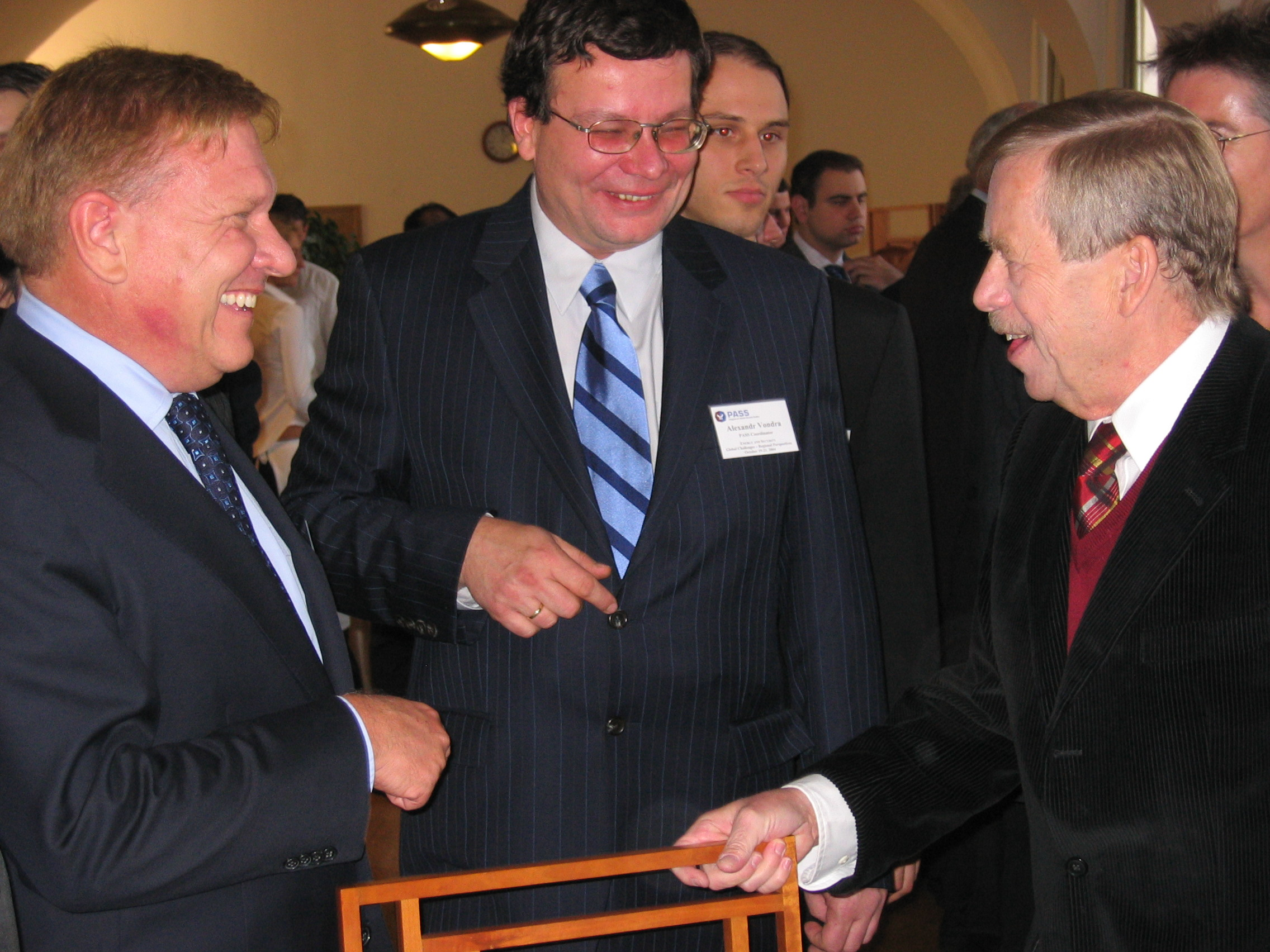
Alexandr Vondra s americkým ekonomem a diplomatem Williamem Flynnem Martinem a českým exprezidentem Václavem Havlem, rok 2004

### Personální politika ministerstva
Vondra brzy po nástupu začal s výraznou personální obměnou mezi vysokými úředníky ministerstva.
Mimo personálních změn uvedených výše, byli nově jmenováni generální sekretář ministerstva obrany Jan Vylita, na pozici náměstka byl jmenován bývalý poslanec za ODS Michael Hrbata, ten na této pozici vystřídal Františka Padělka. Ředitelem Úřadu pro dohled nad akvizicemi se stal František Nadymáček po odvolaném Romanovi Hoštovi a ředitelem Vondrova kabinetu se stal Pavel Bulant.

Počátkem listopadu Vondra jmenoval na místo odvolaného Jana Fulíka Jiřího Šedivého. Jiří Šedivý před nástupem na ministerstvo působil jako náměstek generálního tajemníka NATO pro obrannou politiku, i jako náměstek ministra měl mít zodpovědnost za obrannou politiku, zahraniční věci a dále pověření pro vedení sekce vyzbrojování po dříve odvolaném Jaroslavovi Kopřivovi. Jan Fulík stál za kriticky hodnoceným nákupem čtyř taktických letadel CASA C-295 na jaře 2008. Jeden španělský letoun CASA byl tehdy vyměněn za několik českých bitevníků L-159, další tři letadla CASA byla ale českým státem již nakoupena a to bez výběrového řízení celkem za částku 3,5 miliardy korun, za tento tendr bylo pak Česko kritizováno Evropskou komisí.

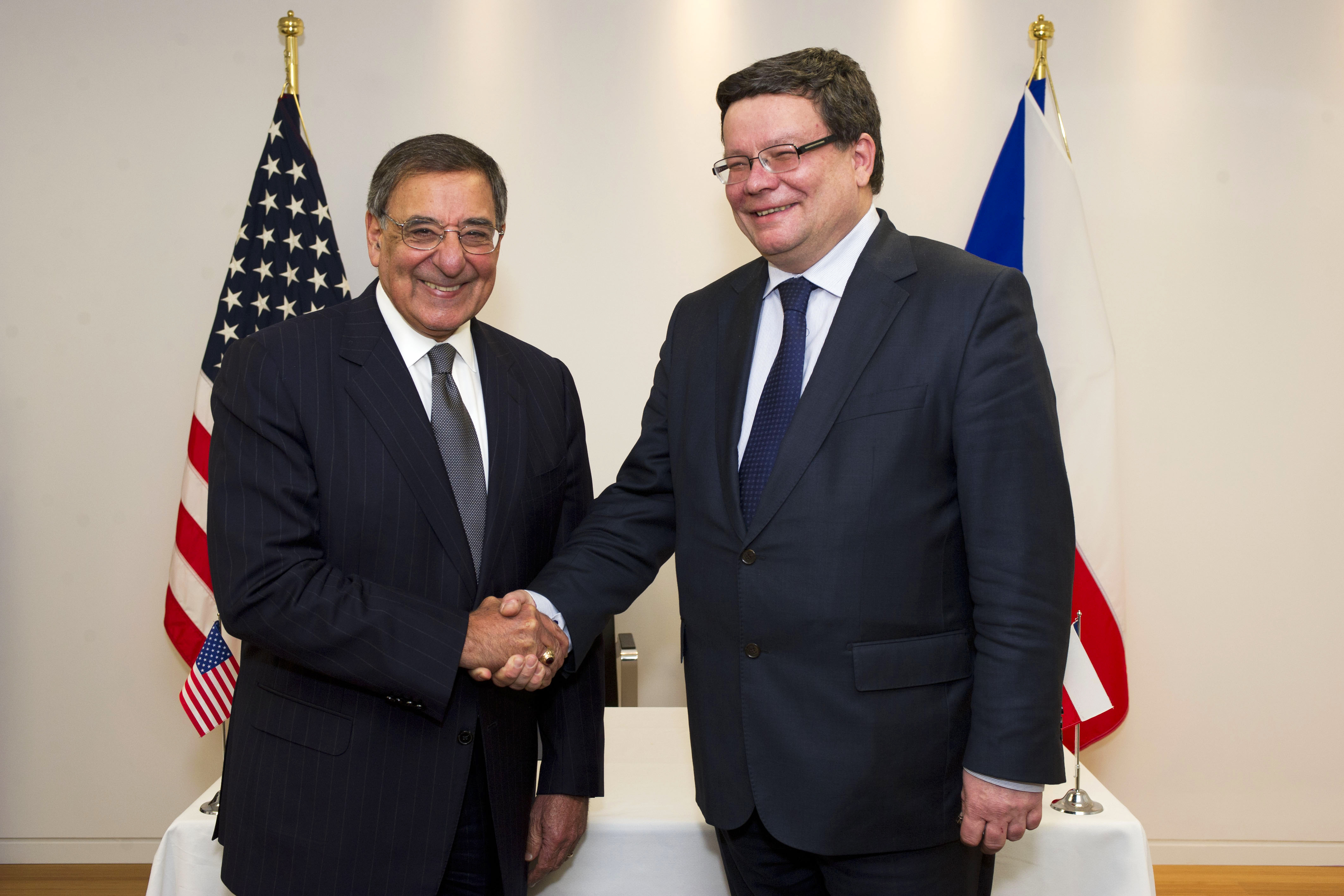
Americký ministr obrany Leon Panetta a český ministr obrany Alexandr Vondra v ústředí NATO v Bruselu, 18. dubna 2012

### Vondra podle WikiLeaks
Podle depeše uveřejněné WikiLeaks z března 2009 je Alexandr Vondra „největším spojencem Spojených států na české politické scéně“.

### Kauza ProMoPro
V lednu 2011 zveřejnilo ministerstvo financí, že má podezření, že se při zakázkách spojených s přípravou českého předsednictví v Radě EU ztrácely peníze, minimálně 500 milionů korun. Společností, která měla peníze neoprávněně získat, měla být společnost ProMoPro, která zajišťovala audiovizuální služby. Faktická zodpovědnost není jasně určená, ale z pozice místopředsedy vlády pro evropské záležitosti, kterým v té době byl, měl hospodaření v této souvislosti na starosti Alexandr Vondra. Ten však jakékoli své pochybení odmítal i po vytrvalém tlaku koaličních partnerů. 16. března 2011 bylo v této věci podáno trestní oznámení na neznámého pachatele. Některá média spekulovala, že původní kontrola, která kauzu odstartovala, byla pomsta Miroslava Kalouska za Vondrovo rozkrývání korupčních kauz na ministerstvu obrany. V červnu 2015 soud uložil trest sedmi jednatelům firem, které se na zakázce podílely, včetně společnosti ProMoPro, tři obviněné úředníky zprostil viny. Stát vyčíslil vzniklou škodu na 938 milionů korun, v řízení byla prokázána částka nejméně 327,5 milionu za činnosti, které nebyly provedeny nebo se zakázkou nesouvisely. Vondra v kauze vystupoval jako svědek.

### Návrh demise
11. dubna 2011 v souvislosti s neustávajícím tlakem na svou osobu a pokračující vládní krizí, Alexandr Vondra nabídl premiéru Nečasovi svou demisi na post ministra obrany, aby neblokoval vládní změny a umožnil budoucí spolupráci trojkoalice. Nicméně i po rekonstrukci vlády 21. dubna 2011, na postu ministra obrany setrval. Jeho pozice na ministerstvu byla však často napadána představiteli nejmenší vládní strany. Zástupci Věcí veřejných tímto požadavkem reagovali na vynucený odchod svých ministrů z vládních pozic a argumentovali potřebou aplikovat princip presumpce viny i na ministry ostatních vládních stran, jichž by se mohla týkat, včetně Alexandra Vondry. Z funkce odstoupil 28. listopadu 2012, protože podle vlastních slov ztratil důvěru veřejnosti. Jedním z důvodů jeho nepopularity bylo prosazování výstavby brdského radaru navzdory nesouhlasu většiny obyvatelstva. Byl nejdéle sloužícím ministrem obrany za několik posledních vlád a samotnými vojáky byl hodnocen poměrně kladně.

### Senátní volby 2012
Ve volbách do Senátu PČR v roce 2012 neúspěšně obhajoval za ODS mandát senátora v obvodu č. 29 – Litoměřice. Se ziskem 17,49 % hlasů skončil v prvním kole na 3. místě, a nepostoupil tak do druhého kola. Novým senátorem byl zvolen Hassan Mezian.

## Po roce 2012

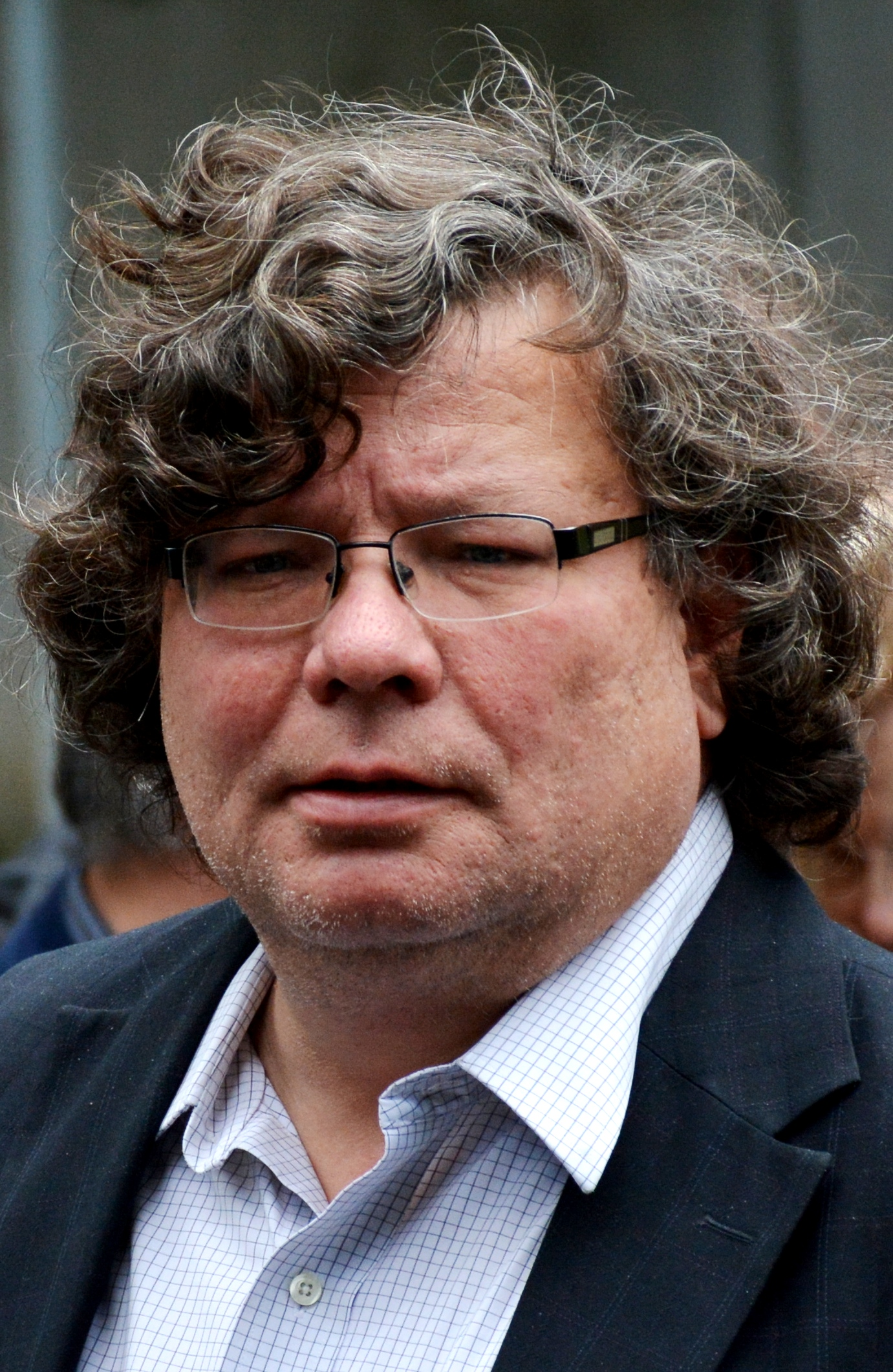
Alexandr Vondra v roce 2015

V roce 2014 česká media konfrontovala Alexandra Vondru s názory amerického lingvisty a politického aktivisty židovského původu Noama Chomského na východoevropský disent. Vondra na ně reagoval argumentací ad hominem: „V době, kdy tu lidé jako Havel seděli za svobodu v komunistickém vězení, on z bostonských kaváren obhajoval genocidu Pol Pota v Kambodži.“ Kromě toho obvinil Chomského z antisemitismu. Dále Vondra napsal: „Bude-li svět kecům takových lidí znovu obdivně naslouchat, skončí to znovu v koncentráku nebo v gulagu.“ V Literárních novinách byl následně Alexandr Vondra označen za lháře, protože Chomsky podle Literárních novin žádnou genocidu ani politicky motivované vraždy neobhajoval.
V tomto období se stal ředitelem Centra transatlantických vztahů Cevro Institutu. V roce 2018 pozval jménem institutu ve spolupráci s Czechoslovak Group Steva Bannona do České republiky, aby zde přednášel po boku hostů Lannyho Davise. Mezi hosty byl například Petr Nečas nebo zakladatel institutu Ivan Langer. Bannon je znám jako spoluzakladatel Cambridge Analytica a bývalý poradce Donalda Trumpa, který například označil média jako opozici, se kterou je potřeba bojovat zaplavováním informačního prostoru irelevantními nebo nepravdivými informacemi. S ním se též později setkal také v Budapešti.
Počátkem roku 2017 uveřejnil list The Washington Post zprávu o varovném dopisu, určeném nastupujícímu americkému prezidentovi Donaldu Trumpovi. Jeho signatáři uvítali volební vítězství republikána. V dokumentu stojí, že prezident Ruské federace Vladimir Putin není – na rozdíl od signatářů – ani americký spojenec, ani důvěryhodný partner v mezinárodní politice a že „neusiluje o americkou velikost“. Dále se v dopise praví, že zrušení protiruských sankcí nebo souhlas s rozdělením Ukrajiny by „naše východní sousedy“ přivedlo k ekonomické destabilizaci a napomohlo vzniku extremistických, oligarchických a protizápadních nálad. Pod dopisem byli podepsáni vesměs pravicoví politici zejména ze střední a východní Evropy: exministr zahraničí Karel Schwarzenberg, exministr zahraničí a obrany Alexandr Vondra, slovenský expremiér Mikuláš Dzurinda, exšéf polské diplomacie Radosław Sikorski, švédský expremiér Carl Bildt a exprezidenti Rumunska, Estonska a Lotyšska, celkem šlo o 17 jmen.
Vondra stál za iniciativou Odmítáme podrážet Izrael, která kritizovala ministra zahraničí Tomáše Petříčka, ministra kultury Lubomíra Zaorálka a bývalého ministra zahraničí Karla Schwarzenberga za jejich společné prohlášení z 23. května 2020, ve kterém odsoudili plánovanou izraelskou anexi židovských osad, které Izrael od roku 1967 vybudoval na okupovaném Západním břehu Jordánu, což je území, se kterým Palestinci počítají pro svůj budoucí stát Palestina.

## Poslanec Evropského parlamentu, místopředseda ODS
Ve volbách do Evropského parlamentu v květnu 2019 kandidoval z 15. místa kandidátky ODS. Získal 29 536 preferenčních hlasů, skončil tak nakonec na 2. místě kandidátky a byl zvolen novým europoslancem.

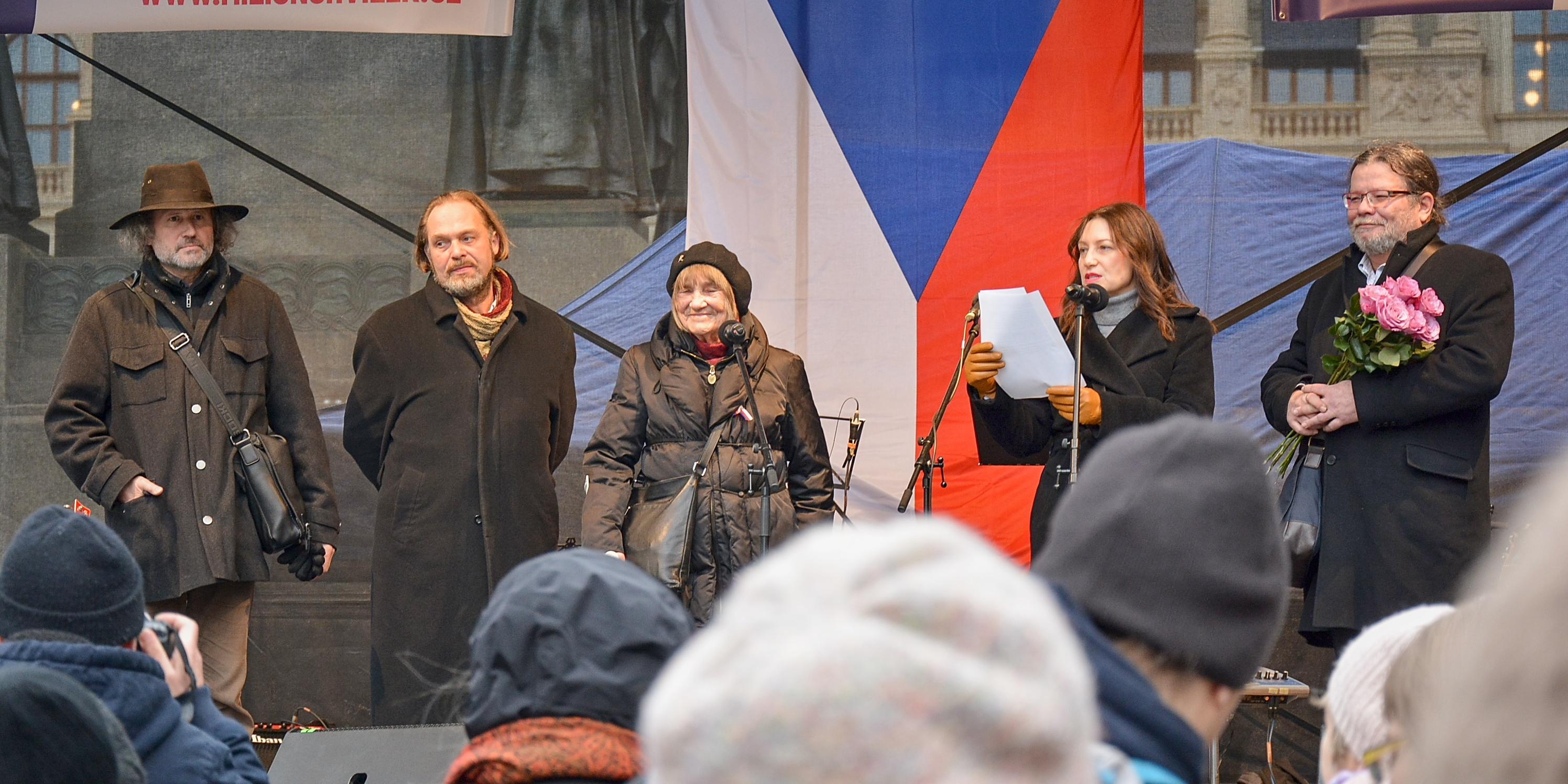
Pietní setkání u příležitosti 50 let od sebeupálení Jana Palacha na Václavském náměstí v Praze

Na 29. kongresu ODS v Praze v lednu 2020 byl zvolen místopředsedou strany. Získal 443 hlasů z 487 platných, nejvíc ze všech řadových místopředsedů. Na 30. kongresu ODS v Praze v dubnu 2022 tento post obhájil, přičemž získal nejvíce hlasů ze všech zvolených místopředsedů (482 z 517). Funkci místopředsedy strany obhájil také na 31. kongresu ODS v dubnu 2024, když získal 448 hlasů od 528 přítomných delegátů.
Ve svém vystoupení před poslanci Evropského parlamentu v říjnu 2021 kritizoval Zelenou dohodu pro Evropu (European Green Deal), která podle Vondry může vytvořit sociální problémy vedoucí až k rozvratu Evropské unie.

### Eurovolby 2024

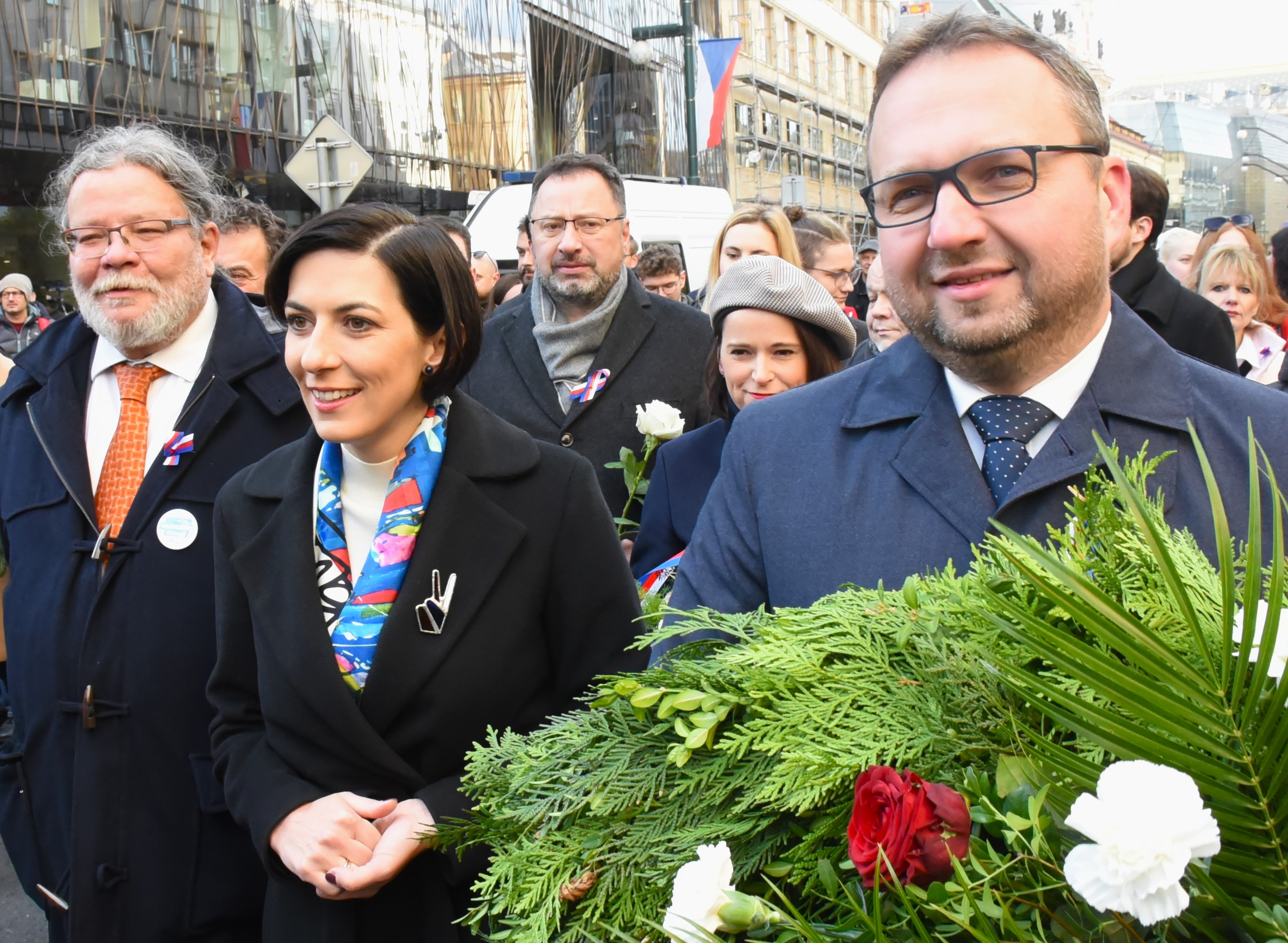
Alexandr Vondra s lídry koalice SPOLU, Markétou Pekarovou Adamovou a Marianem Jurečkou 17. listopadu 2023 na Národní třídě

Alexandr Vondra se na podzim 2023 objevil na billboardech spolu s bývalou milenkou a europoslankyní z ODS, Veronikou Vrecionovou. Kampaň sklidila negativní odezvu hlavně z řad koaličních partnerů, jelikož pod heslem „Pro Evropu bez nesmyslů“ bylo pouze logo skupiny EKR, tj. Evropských konzervativců a reformistů. Volební koalice SPOLU tou dobou stále zvažovala, že by šla i do evropských voleb jako koalice, jelikož v parlamentních volbách dosáhla dobrých výsledků. Billboard s tváří místopředsedy ODS působil, že se snaží od koalice i ODS distancovat. Vondra a Vrecionová shodně oponovali, že volební kampaň ještě nezačala a jedná se pouze o informování veřejnosti o jejich práci v europarlamentu.
Ve volbách do Evropského parlamentu v červnu 2024 obhajoval mandát europoslance jako člen ODS a lídr kandidátky koalice SPOLU (tj. ODS, KDU-ČSL a TOP 09). Získal 118 492 preferenčních hlasů a mandát obhájil. Po volbách je od července téhož roku v Evropském parlamentu členem Výboru pro životní prostředí, veřejné zdraví a bezpečnost potravin (ENVI). V krajských volbách v roce 2024 poté kandidoval do Zastupitelstva Ústeckého kraje, ale nebyl zvolen.

## Názory
Dlouhodobě zdůrazňuje, že je třeba mít se před Ruskem na pozoru. Je zastánce tvrdých sankcí vůči Rusku jako reakce na invazi na Ukrajinu.
Giorgia Meloniová z italské politické strany Bratři Itálie mu svým projevem a myšlenkami připomíná Margaret Thatcherovou. S touto stranou ODS a například polská konzervativní strana Právo a spravedlnost tvoří blok Strana evropských konzervativců a reformistů. V roce 2024 se označil za příznivce francouzského prezidenta Macrona a Francii označil za klíčového spojence Česka.
Věří, že Západ „uspokojuje blaho minorit a normální těžce pracující člověk nemá ve světě zastání“.
Viktora Orbána a Jarosława Kaczyńského považuje za normální konzervativce a vadí mu jejich „peskování“. V roce 2024 však vyloučil případný vstup Orbánovy strany Fidesz do frakce Evropských konzervativců a reformistů, pokud Orbán nepřehodnotí svůj postoj k ruské válce proti Ukrajině.
V roce 2020 vzbudil pozdvižení, když rozhodnutí slovinského rozhodčího Damira Skominy ve fotbalovém zápase Slavie a FC Midtylland okomentoval na Twitteru slovy: „Slavie je mi dneska upřímně líto. Zaříznul ji slovinský rozhodčí. Vždycky jsem říkal, že Slovinci dokážou být oportunistický svině. Viz například chování k turistům tranzitujícím do Chorvatska. Dneska se to zas potvrdilo…“ Za svůj výrok se později omluvil.

V roce 2016 komentoval vítězství Donalda Trumpa jako vzpouru proti politické korektnosti, sociálně-kulturnímu inženýrství a establishmentu. V Událostech, komentářích očekával, že se toho dočkají občané i v České republice a odůvodnění rámoval takto:
Velkoměsta začínají ovládat vegetariáni, nekuřáci, transvestiti, cyklisti, homosexuálové a já prostě potřebuji občas utéct na ten venkov, kde jsou ještě ti normální chlapi a ženský… Trump to říkal strašně brutálně, ale srozumitelně.
Názorově obrátil až po 6. lednu 2021, kdy Trump vyburcoval k útoku na Kapitol. V roce 2024 se vyjádřil v tom smyslu, že kdyby byl Američanem, Donalda Trumpa by nevolil.
Poté, co Mezinárodní trestní soud v Haagu (ICC) v listopadu 2024 vydal zatykače na izraelského premiéra Benjamina Netanjahua a bývalého ministra obrany Jo'ava Galanta za údajné válečné zločiny během války v Pásmu Gazy, Vondra prohlásil, že Česko by nemělo zatykač respektovat, a dodal, že „Pokud ICC upírá demokratickému státu právo na sebeobranu před agresí, nemá pro mě žádný smysl.“
Na podzim 2024 opakovaně uvedl, že v amerických prezidentských volbách by volil Donalda Trumpa. Po prvních týdnech od Trumpovy inaugurace označil Trumpův nástup do funkce za „impozantní“, doufal, že „probere Evropu“, kterou současně označil za „skanzen“. K vlně kontroverze ohledně exekutivních příkazů a projevů Trumpa uvedl, že „některé jeho výroky nejde brát doslova“, je to podle něj „forma trollení“. Nicméně varoval, že je potřeba je brát vážně a že se svět posunul do politiky, ve které bude dominovat síla a prosazování národních zájmů. V únoru 2025, v reakci na výroky Trumpa o míru na Ukrajině, upozornil na důležitost jednoty Evropy v zajištění bezpečnosti Ukrajiny.
V únoru 2025 se účastnil konference CPAC v Marylandu, kterou pořádala lobbistická organizace Americká konzervativní unie. Na konferenci vystoupili například Donald Trump, J. D. Vance, Rick Scott, Ted Cruz, Nigel Farage, Liz Trussová, Santiago Abascal, Jordan Bardella, Javier Milei, Robert Fico, Ben Shapiro nebo Steve Bannon, který ve své řeči udělal gesto připomínající hajlování. Vondra však tvrdil, že z Bannonovy přednášky odešel, protože „se nedal poslouchat“. Po konferenci uvedl, že Republikánská strana pevně stojí za Trumpem a že podporují jeho transakční přístup ke spojencům v principu něco za něco. V mezinárodních vztazích podle něj Američané přešli na politický realismus, což Evropa nedostatečně reflektovala.

## Ocenění
Za svou činnost obdržel četná zahraniční ocenění:
- americkou National Endowment for Democracy Medal
- státní vyznamenání v Polsku a Lotyšsku
- Záslužný kříž ministra obrany ČR
- Záslužnou medaili generálního tajemníka NATO

## Galerie

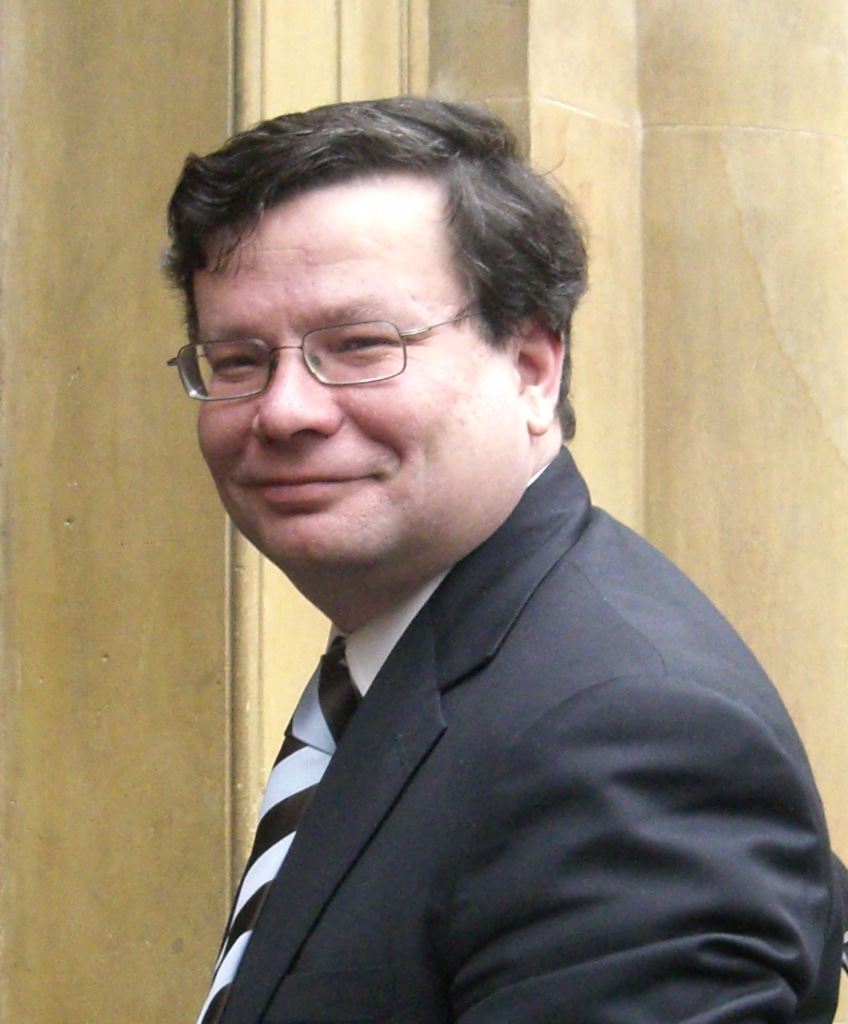
Vondra v době, kdy zastával post ministra pro evropské záležitosti
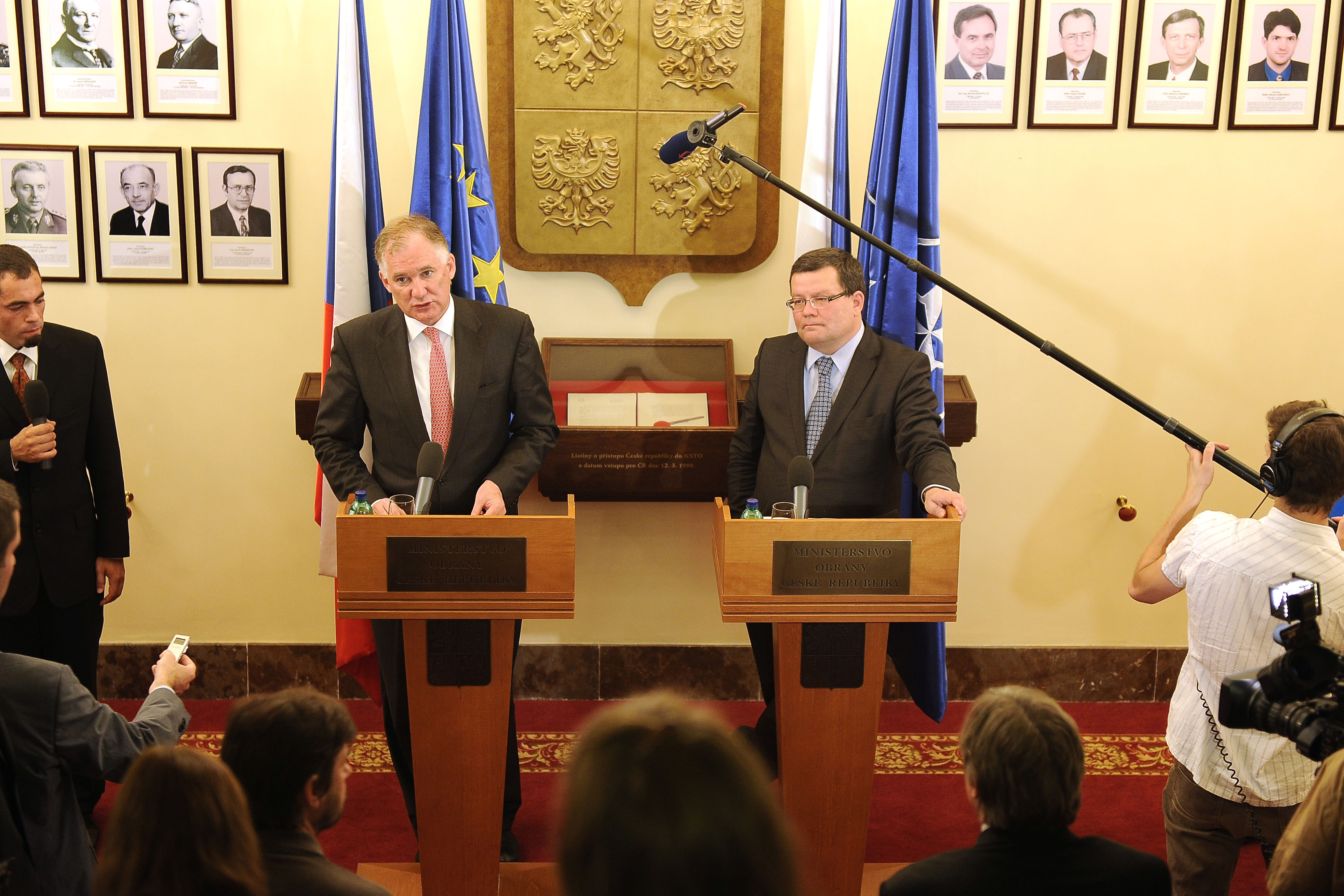
Tisková konference po jednání s náměstkem ministra obrany USA Williamem J. Lynnem III., rok 2011
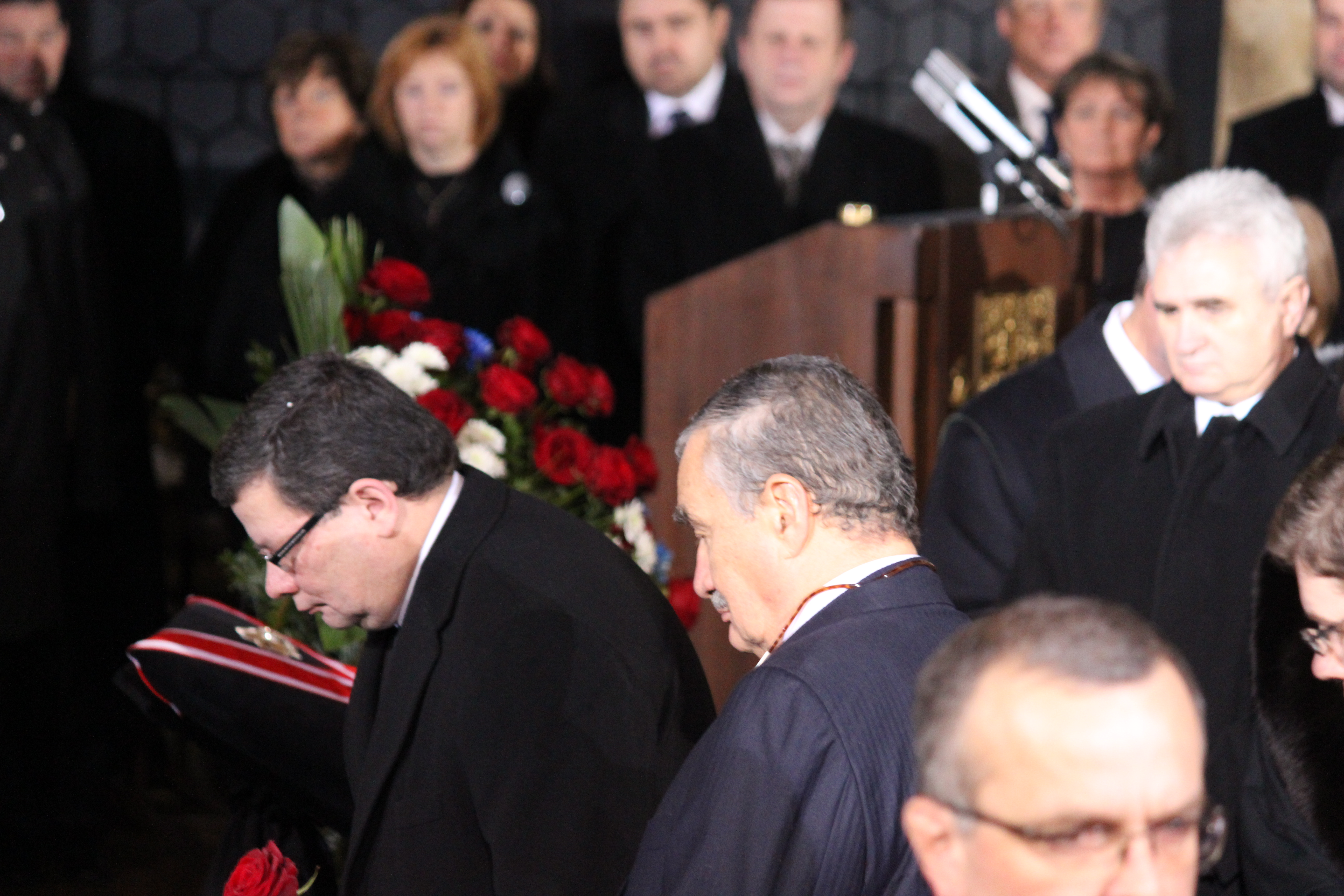
S tehdejším ministrem zahraničí Karlem Schwarzenbergem během státního pohřbu Václava Havla
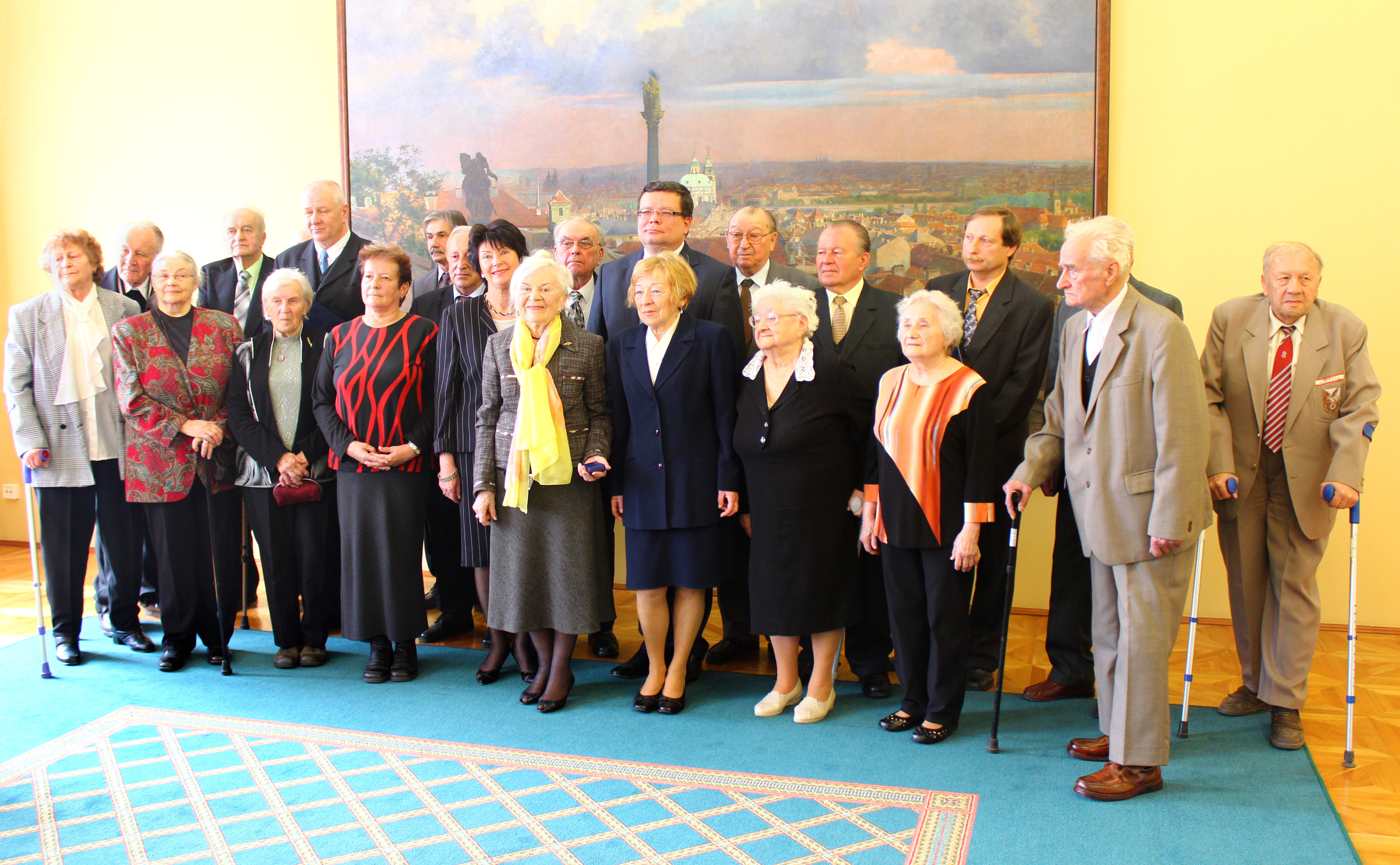
Setkání se zástupci politických vězňů komunistického režimu, rok 2012
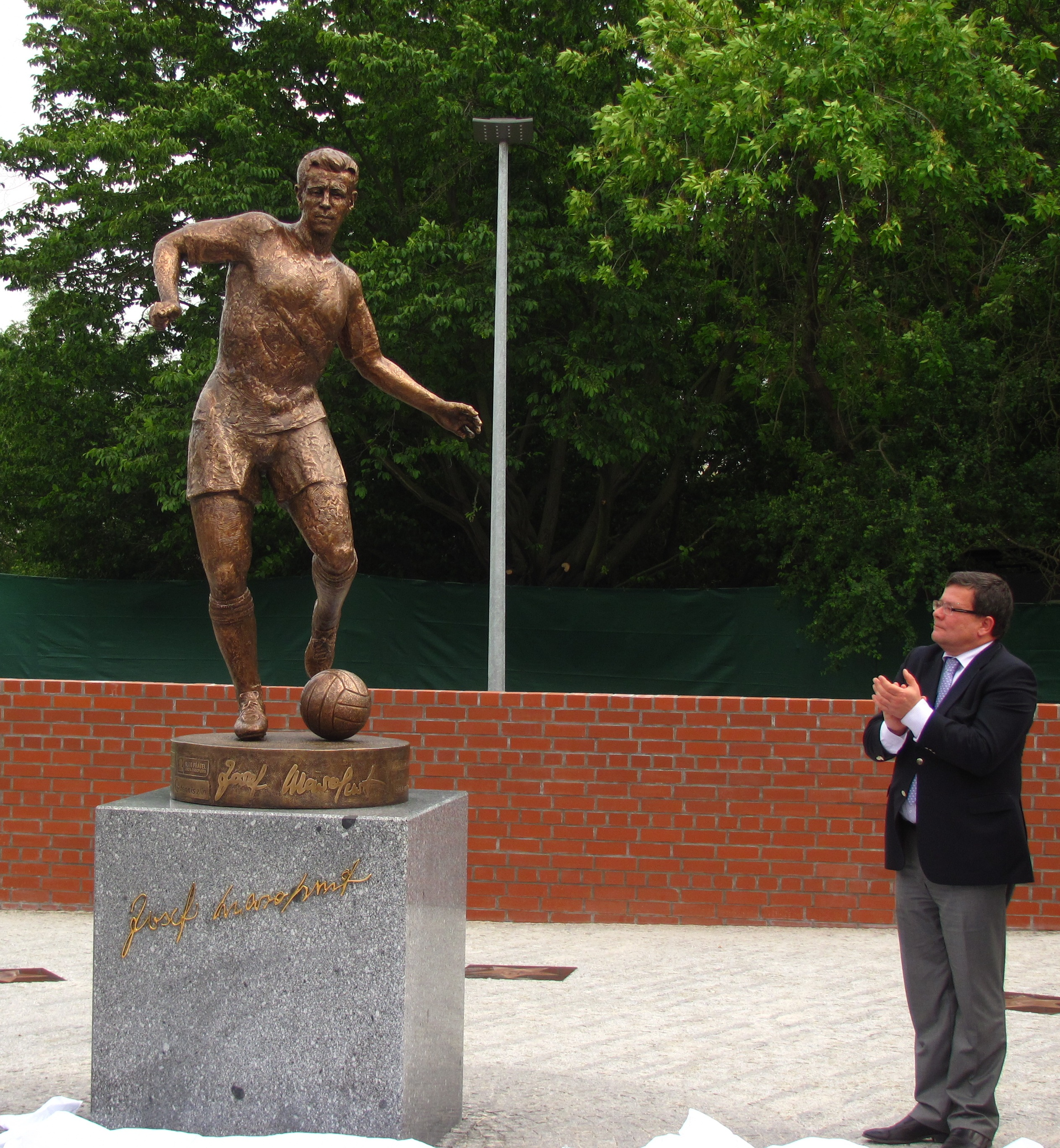
Odhalení sochy fotbalisty Josefa Masopusta, rok 2012
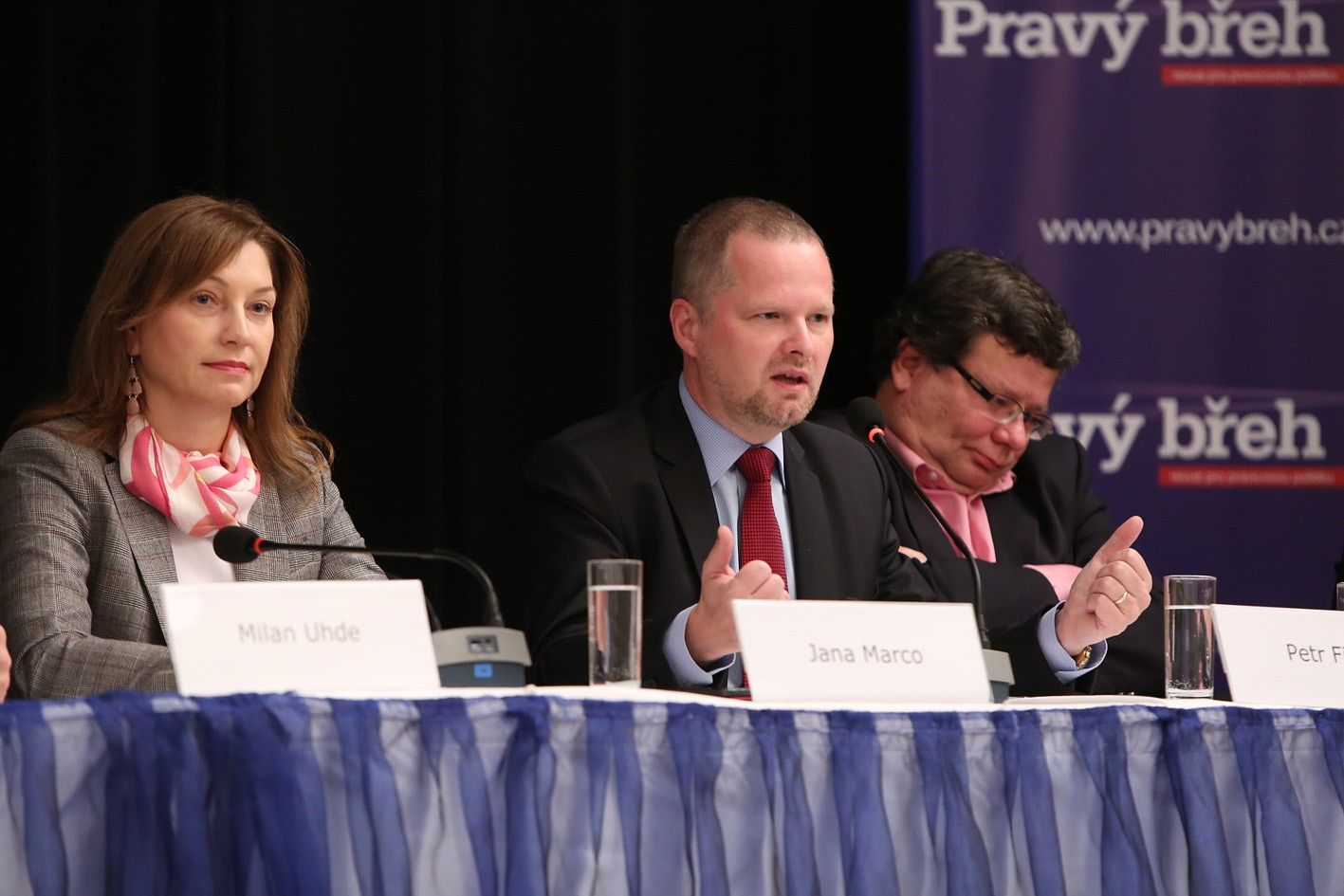
S budoucím premiérem Petrem Fialou na besedě 25 let demokracie a budoucnost svobody, rok 2014
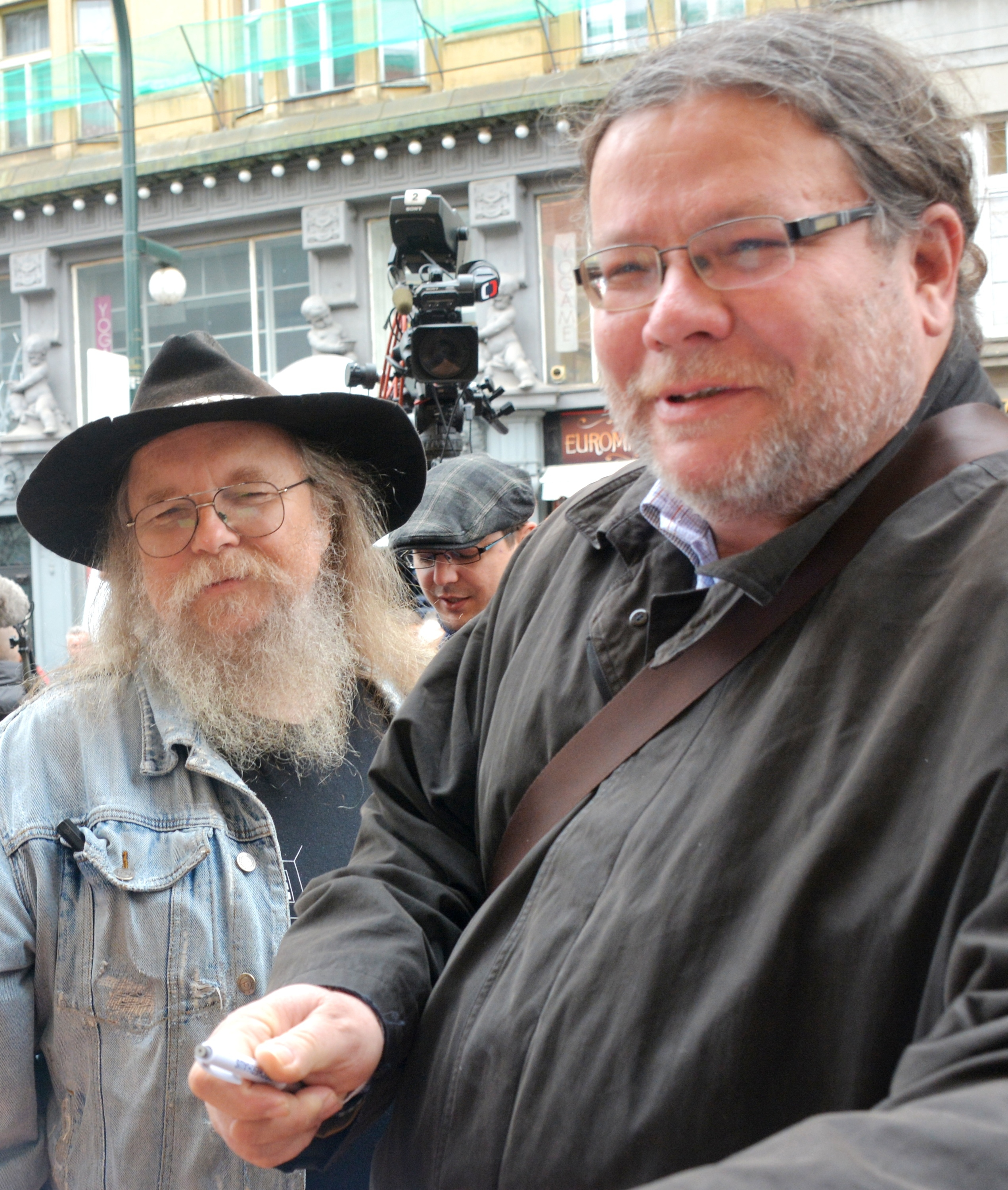
S někdejším disidentem Františkem Stárkem